# De Soto (Kansas)
De Soto – miasto w Stanach Zjednoczonych, w stanie Kansas, w hrabstwie Johnson.